# Bryum encalyptaceum
Bryum encalyptaceum är en bladmossart som beskrevs av C. Müller 1882. Bryum encalyptaceum ingår i släktet bryummossor, och familjen Bryaceae. Inga underarter finns listade i Catalogue of Life.